# Henneveux
Henneveux (Nederlands: Hanevo) is een gemeente in het Franse departement Pas-de-Calais (regio Hauts-de-France) en telt 302 inwoners (2005). De plaats maakt deel uit van het arrondissement Boulogne-sur-Mer.

## Geografie
De oppervlakte van Henneveux bedraagt 5,5 km², de bevolkingsdichtheid is 54,9 inwoners per km².
De onderstaande kaart toont de ligging van Henneveux met de belangrijkste infrastructuur en aangrenzende gemeenten.

## Demografie
Onderstaande figuur toont het verloop van het inwonertal (bron: INSEE-tellingen).